# Charnze Nicoll-Klokstad

a Compétitions nationales et continentales officielles uniquement.

b Matchs officiels uniquement.
Charnze Nicoll-Klokstad, né le 2 août 1995 à Auckland (Nouvelle-Zélande), est un joueur néo-zélandais de rugby à XIII évoluant aux postes d'arrière, de demi d’ouverture ou d'ailier dans les années 2010 et 2020.
Il naît et grandit en Nouvelle-Zélande jusqu'à ses quinze ans et un départ en Australie pour poursuivre sa formation en rugby à XIII. A ses dix-huit ans, il signe pour les New Zealand Warriors et revient en Nouvelle-Zélande. Durant quatre saisons, il dispute peu de rencontres de National Rugby League (« NRL ») barré par une forte concurrence. En 2019, il rejoint les Canberra Raiders ce qui lui garantit plus de rencontres disputées et joue notamment cette même année la finale de la NRL perdue 14-8 contre les Sydney Roosters. Perdant peu à peu sa place de titulaire les années suivantes, il retourne en 2023 aux New Zealand Warriors après quatre saisons à Canberra, succédant au poste d'arrière à Reece Walsh parti aux Brisbane Broncos.
En sélection, ses origines cookiennes lui permettent de revêtir le maillot de la sélection des Îles Cook entre 2015 et 2018 avec trois sélections. Il est appelé en équipe de Nouvelle-Zélande depuis 2019 prenant notamment part à la Coupe du monde en 2022 avec laquelle il dispute la demi-finale perdue contre l'Australie 16-14. Il compte à ce jour treize sélections avec la Nouvelle-Zélande.

## Palmarès
- Collectif :
  - Finaliste de la Coupe du monde de rugby à neuf : 2019 (Nouvelle-Zélande).
  - Finaliste de la National Rugby League : 2019 (Canberra).

### Détails en sélection
| Matchs internationaux de Charnze Nicoll-Klokstad | Matchs internationaux de Charnze Nicoll-Klokstad | Matchs internationaux de Charnze Nicoll-Klokstad | Matchs internationaux de Charnze Nicoll-Klokstad | Matchs internationaux de Charnze Nicoll-Klokstad | Matchs internationaux de Charnze Nicoll-Klokstad | Matchs internationaux de Charnze Nicoll-Klokstad | Matchs internationaux de Charnze Nicoll-Klokstad | Matchs internationaux de Charnze Nicoll-Klokstad | Matchs internationaux de Charnze Nicoll-Klokstad | Matchs internationaux de Charnze Nicoll-Klokstad | Matchs internationaux de Charnze Nicoll-Klokstad |
|                                                  | Date                                             | Adversaire                                       | Résultat                                         | Compétition                                      | Poste                                            | Points                                           | Essais                                           | Pen.                                             | Drops                                            |                                                  |                                                  |
| ------------------------------------------------ | ------------------------------------------------ | ------------------------------------------------ | ------------------------------------------------ | ------------------------------------------------ | ------------------------------------------------ | ------------------------------------------------ | ------------------------------------------------ | ------------------------------------------------ | ------------------------------------------------ | ------------------------------------------------ | ------------------------------------------------ |
| sous les couleurs des Îles Cook                  |                                                  |                                                  |                                                  |                                                  |                                                  |                                                  |                                                  |                                                  |                                                  |                                                  |                                                  |
| 1.                                               | 17 octobre 2015                                  | Tonga                                            | 8-28                                             | Test-match                                       | Ailier                                           | 4                                                | 1                                                | -                                                | -                                                |                                                  |                                                  |
| 2.                                               | 8 mai 2016                                       | Liban                                            | 30-20                                            | Test-match                                       | Arrière                                          | -                                                | -                                                | -                                                | -                                                |                                                  |                                                  |
| 3.                                               | 6 mai 2017                                       | Papouas.-Nlle-Guinée                             | 22-32                                            | Test-match                                       | Arrière                                          | -                                                | -                                                | -                                                | -                                                |                                                  |                                                  |
| sous les couleurs de la Nouvelle-Zélande         |                                                  |                                                  |                                                  |                                                  |                                                  |                                                  |                                                  |                                                  |                                                  |                                                  |                                                  |
| 1.                                               | 25 octobre 2019                                  | Australie                                        | 4-26                                             | Coupe de l'Océanie                               | Centre                                           | 4                                                | 1                                                | -                                                | -                                                |                                                  |                                                  |
| 2.                                               | 2 novembre 2019                                  | Grande-Bretagne                                  | 12-8                                             | Test-match                                       | Centre                                           | -                                                | -                                                | -                                                | -                                                |                                                  |                                                  |
| 3.                                               | 9 novembre 2019                                  | Grande-Bretagne                                  | 23-8                                             | Test-match                                       | Centre                                           | -                                                | -                                                | -                                                | -                                                |                                                  |                                                  |
| 4.                                               | 16 octobre 2022                                  | Liban                                            | 34-12                                            | Coupe du monde                                   | Centre                                           | -                                                | -                                                | -                                                | -                                                |                                                  |                                                  |
| 5.                                               | 22 octobre 2022                                  | Jamaïque                                         | 68-6                                             | Coupe du monde                                   | Arrière                                          | 4                                                | 1                                                | -                                                | -                                                |                                                  |                                                  |
| 6.                                               | 5 novembre 2022                                  | Fidji                                            | 24-18                                            | Coupe du monde                                   | Centre                                           | -                                                | -                                                | -                                                | -                                                |                                                  |                                                  |
| 7.                                               | 11 novembre 2022                                 | Australie                                        | 14-16                                            | Coupe du monde                                   | Centre                                           | -                                                | -                                                | -                                                | -                                                |                                                  |                                                  |
| 8.                                               | 21 octobre 2023                                  | Samoa                                            | 50-0                                             | Test-match                                       | Arrière                                          | -                                                | -                                                | -                                                | -                                                |                                                  |                                                  |
| 9.                                               | 29 octobre 2023                                  | Australie                                        | 18-36                                            | Test-match                                       | Arrière                                          | -                                                | -                                                | -                                                | -                                                |                                                  |                                                  |
| 10.                                              | 4 novembre 2023                                  | Australie                                        | 30-0                                             | Test-match                                       | Arrière                                          | -                                                | -                                                | -                                                | -                                                |                                                  |                                                  |
| 11.                                              | 27 octobre 2024                                  | Australie                                        | 10-22                                            | Test-match                                       | Demi d'ouverture                                 | -                                                | -                                                | -                                                | -                                                |                                                  |                                                  |
| 12.                                              | 2 novembre 2024                                  | Tonga                                            | 24-25                                            | Test-match                                       | Demi d'ouverture                                 | -                                                | -                                                | -                                                | -                                                |                                                  |                                                  |
| 13.                                              | 10 novembre 2024                                 | Papouasie-Nlle-Guinée                            | 54-12                                            | Test-match                                       | Demi d'ouverture                                 | 4                                                | 1                                                | -                                                | -                                                |                                                  |                                                  |

### Détails en club
| Saison | Saison               | Championnat | Championnat  | Championnat | Championnat | Championnat | Championnat | Championnat | Sélection | Sélection | Sélection | Sélection | Sélection | Sélection | Sélection |
| Saison | Saison               | Comp.       | Class.       | M           | Pts         | Ess.        | Buts        | Dp.         | Compet.   | M         | Pts       | Ess.      | Buts      | Dp.       |           |
| ------ | -------------------- | ----------- | ------------ | ----------- | ----------- | ----------- | ----------- | ----------- | --------- | --------- | --------- | --------- | --------- | --------- | --------- |
| 2015   | Équipe réserve       |             |              |             |             |             |             |             |           | 1         | -         | -         | -         | -         |           |
| 2016   | Équipe réserve       |             |              |             |             |             |             |             |           | 1         |           |           |           |           |           |
| 2017   | New Zealand Warriors | NRL         | 13e          | 7           | 28          | 7           | -           | -           |           | 1         | -         | -         | -         | -         |           |
| 2018   | New Zealand Warriors | NRL         | 1er tour     | 0           | -           | -           | -           | -           |           |           |           |           |           |           |           |
| 2019   | Canberra Raiders     | NRL         | Finaliste    | 26          | 44          | 11          | -           | -           |           | 3         | 4         | 1         | -         | -         |           |
| 2020   | Canberra Raiders     | NRL         | Finale prél. | 21          | 28          | 7           | -           | -           |           |           |           |           |           |           |           |
| 2021   | Canberra Raiders     | NRL         | 10e          | 8           | 12          | 3           | -           | -           |           |           |           |           |           |           |           |
| 2022   | Canberra Raiders     | NRL         | 2e tour      | 12          | 8           | 2           | -           | -           | CM        | 4         | 4         | 1         | -         | -         |           |
| 2023   | New Zealand Warriors | NRL         | Finale prél. | 23          | 28          | 7           | -           | -           |           | 3         | -         | -         | -         | -         |           |
| 2024   | New Zealand Warriors | NRL         | 13e          | 17          | 24          | 6           | -           | -           |           | 3         | 4         | 1         | -         | -         |           |
| 2025   | New Zealand Warriors | NRL         |              | 4           | -           | -           |             |             |           |           |           |           |           |           |           |